# Dowództwo Generalne Rodzajów Sił Zbrojnych

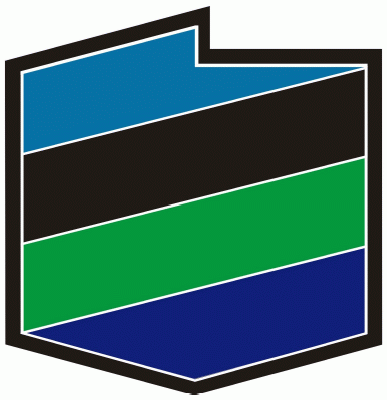
Oznaka rozpoznawcza DG RSZ

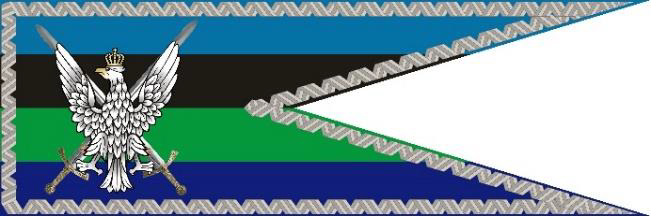
Proporczyk na beret DG RSZ

Dowództwo Generalne Rodzajów Sił Zbrojnych (DG RSZ) – jednostka organizacyjna wojska, przy pomocy której wykonuje swoje zadania Dowódca Generalny Rodzajów Sił Zbrojnych, odpowiedzialny za dowodzenie jednostkami wojskowymi rodzajów sił zbrojnych w czasie pokoju oraz kryzysu, za szkolenie dowództw oraz sztabów wojsk i rezerw osobowych, a podczas wojny za dowodzenie jednostkami wojskowymi, które nie podlegają Dowódcy Operacyjnemu Rodzajów Sił Zbrojnych.

## Historia
Dowództwo Generalne Rodzajów Sił Zbrojnych powstało w wyniku reformy systemu kierowania i dowodzenia Siłami Zbrojnymi RP z dnia 21 czerwca 2013, zaproponowanej przez prezydenta Bronisława Komorowskiego. Reforma zlikwidowała poszczególne dowództwa rodzajów sił zbrojnych i na ich miejsce powołała nowe dowództwo: Dowództwo Generalne Rodzajów Sił Zbrojnych. Nowo powstałe dowództwo było następcą prawnym poprzednich dowództw i podlegało bezpośrednio Ministrowi Obrony Narodowej od powstania Dowództwa (1.01.2014) do 22.12.2018. Po zmianie w systemie dowodzenia i kierowania siłami zbrojnymi RP z dnia 4.10.2018 podporządkowano je Sztabowi Generalnemu SZ RP.

## Zadania i struktura
Dowództwo Generalne Rodzajów Sił Zbrojnych jest odpowiedzialne za planowanie i realizacje zadań mających na celu przygotowanie sił i środków Sił Zbrojnych RP do obrony granic państwa. Ma również za zadanie zapewnić bezpieczeństwo obywateli oraz wsparcie międzynarodowego pokoju w ramach zobowiązań sojuszniczych.
Szczegółowy zakres działania, siedzibę i strukturę organizacyjną Dowództwa Generalnego określa Minister Obrony Narodowej w drodze zarządzenia. W skład struktury DG RSZ wchodzą:
- Grupa dowódcy
- Sztab
- Inspektorat Wojsk Lądowych
- Inspektorat Sił Powietrznych
- Inspektorat Szkolenia
- Inspektorat Rodzajów Wojsk
- Inspektorat Marynarki Wojennej[6]

## Kierownictwo[7][8][9]
- Dowódca Generalny Rodzajów Sił Zbrojnych: gen. broni Marek Sokołowski[10][11]
- I Zastępca Dowódcy Generalnego Rodzajów Sił Zbrojnych: gen. broni Sławomir Owczarek[12]
- Zastępca Dowódcy Generalnego Rodzajów Sił Zbrojnych: gen. dyw. pil. Cezary Wiśniewski[10]
- Szef Sztabu Dowództwa Generalnego Rodzajów Sił Zbrojnych: gen. dyw. dr Robert Kosowski
- Inspektor Wojsk Bezzałogowych Systemów Uzbrojenia: gen. bryg. Mirosław Bodnar[13]
- Inspektor Wojsk Lądowych: gen. dyw. Piotr Trytek
- Inspektor Sił Powietrznych: gen. dyw. pil. Ireneusz Nowak[14][11]
- Inspektor Marynarki Wojennej: wiceadm. Jarosław Ziemiański
- Inspektor Szkolenia: gen. dyw. Piotr Kriese[15][16]
- Inspektor Rodzajów Wojsk: gen. dyw. Jacek Ostrowski[17]
- Starszy Podoficer Dowództwa: st. chor. sztab. Paweł Gałka

## Dowódcy Generalni Rodzajów Sił Zbrojnych
- gen. broni pil. Lech Majewski (1 stycznia 2014–30 czerwca 2015)
- gen. broni Mirosław Różański (30 czerwca 2015–31 stycznia 2017, od 15 grudnia 2016 urlopowany)
- faktycznie p.o. gen. broni Leszek Surawski (15 grudnia 2016–31 stycznia 2017)
- w zastępstwie gen. dyw. Jan Śliwka (31 stycznia 2017–7 lutego 2017)
- generał Jarosław Mika (7 lutego 2017–6 lutego 2023)
- gen. broni Wiesław Kukuła (7 lutego 2023–10 października 2023)[18][19]
- gen. broni Marek Sokołowski (11 października 2023-30 kwietnia 2024, p.o.)[20]
- gen. broni Marek Sokołowski (od 30 kwietnia 2024)

## Jednostki wojskowe

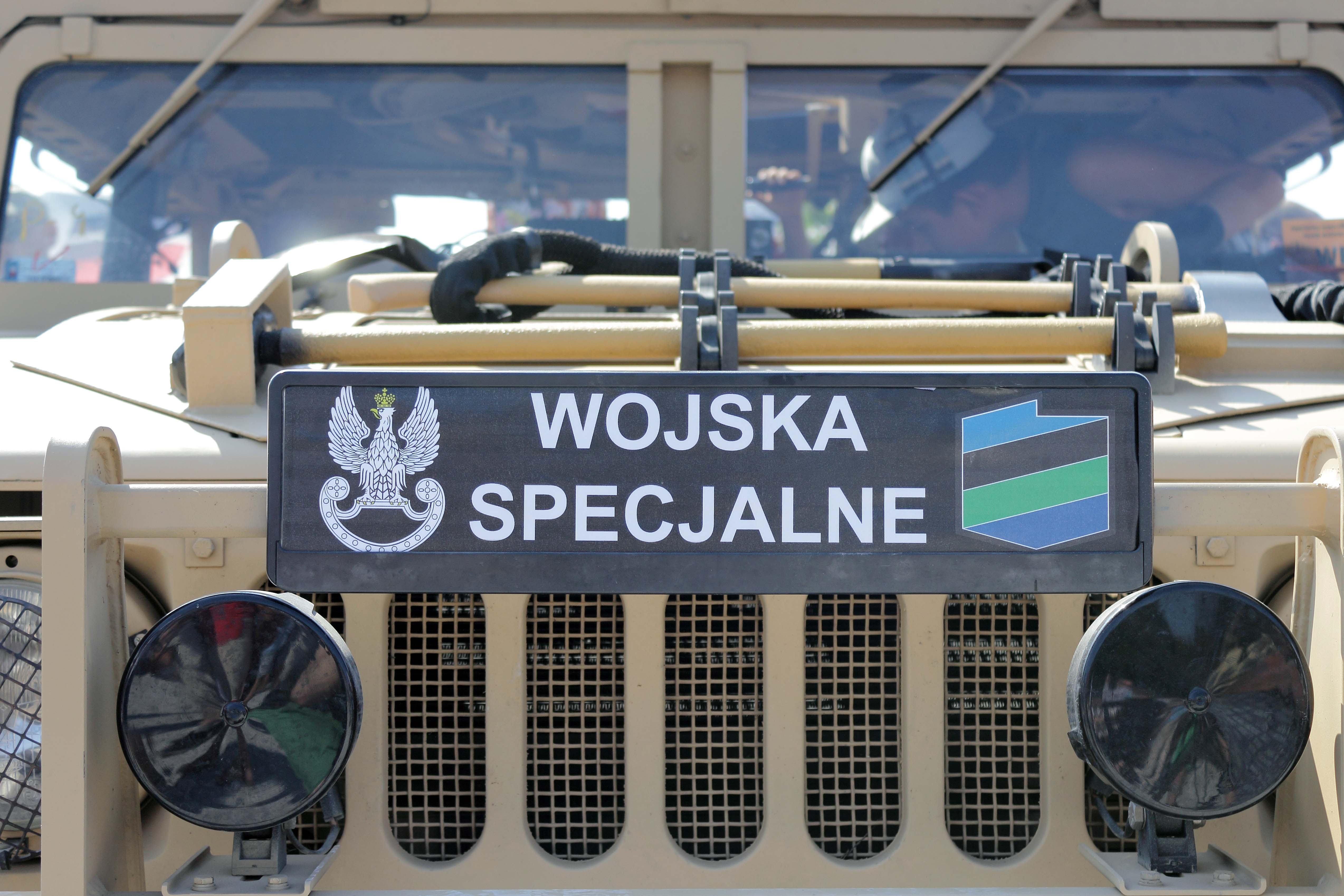

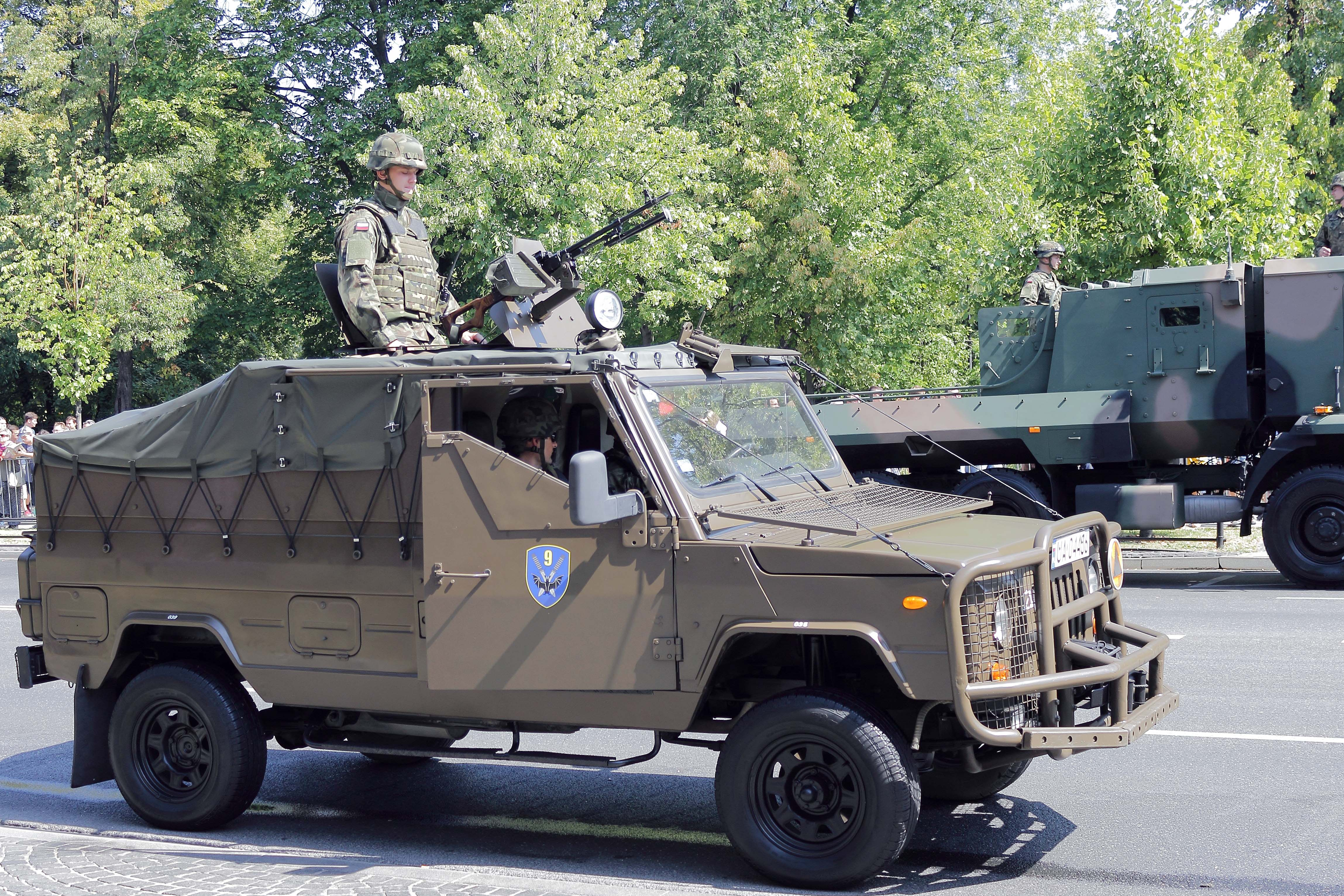
Skorpion-3 z 9 Pułku Rozpoznawczego na paradzie w 2015

Jednostki wojskowe i instytucje bezpośrednio podległe:
- Dowództwo Komponentu Wojsk Specjalnych
- 11 Dywizja Kawalerii Pancernej w Żaganiu
- 12 Dywizja Zmechanizowana w Szczecinie
- 16 Dywizja Zmechanizowana w Olsztynie
- 18 Dywizja Zmechanizowana w Siedlcach
- 1 Dywizja Piechoty Legionów w Ciechanowie[22][23]
- 6 Brygada Powietrznodesantowa
- 25 Brygada Kawalerii Powietrznej
- 3 Flotylla Okrętów w Gdyni
- 8 Flotylla Obrony Wybrzeża w Świnoujściu
- Brygada Lotnictwa Marynarki Wojennej w Gdyni
- 1 Skrzydło Lotnictwa Taktycznego w Świdwinie
- 2 Skrzydło Lotnictwa Taktycznego w Poznaniu
- 3 Skrzydło Lotnictwa Transportowego w Powidzu
- 4 Skrzydło Lotnictwa Szkolnego w Dęblinie
- 3 Warszawska Brygada Rakietowa Obrony Powietrznej
- 3 Brygada Radiotechniczna we Wrocławiu
- 1 Brygada Lotnictwa Wojsk Lądowych
- 9 Brygada Wsparcia Dowodzenia Dowództwa Generalnego Rodzajów Sił Zbrojnych w Białobrzegach
- Centrum Rozpoznania i Wsparcia Walki Radioelektronicznej w Grójcu
- 2 Ośrodek Radioelektroniczny
- 6 Ośrodek Radioelektroniczny w Gdyni
- 2 Pułk Rozpoznawczy
- 9 Pułk Rozpoznawczy
- 18 Pułk Rozpoznawczy
- 1 Pułk Saperów
- 2 Pułk Saperów
- 2 Pułk Inżynieryjny
- 5 Pułk Inżynieryjny w Szczecinie-Podjuchach
- 4 Pułk Chemiczny
- 5 Pułk Chemiczny
- Centralna Grupa Działań Psychologicznych
- Zespół Wydawniczy Dowództwa Generalnego Rodzajów Sił Zbrojnych w Warszawie
- Dowództwo Wielonarodowego Korpusu Północno-Wschodniego w Szczecinie (część polska)
- Brygada Wsparcia Dowodzenia Wielonarodowego Korpusu Północno-Wschodniego
- Centrum Przygotowań do Misji Zagranicznych w Kielcach
- Klub Dowództwa Generalnego Rodzajów Sił Zbrojnych w Warszawie
- Szefostwo Służby Ruchu Lotniczego Sił Zbrojnych RP w Warszawie
- Biuro Hydrograficzne MW w Gdyni
- Szefostwo Służby Hydrometeorologicznej SZ RP
- Centrum Szkolenia Wojsk Lądowych
- Centrum Szkolenia Marynarki Wojennej
- Centrum Szkolenia Inżynieryjno-Lotniczego w Dęblinie
- Centrum Szkolenia Wojsk Lądowych Drawsko
- Centrum Szkolenia Wojsk Inżynieryjnych i Chemicznych
- Centrum Szkolenia Sił Powietrznych
- Wojskowe Centrum Kształcenia Medycznego
- Centrum Szkolenia Artylerii i Uzbrojenia